# منتخب تركيا تحت 20 سنة لكرة السلة للرجال
منتخب تركيا تحت 20 سنة لكرة السلة للرجال (بالتركية: Türkiye 20 yaş altı millî basketbol takımı)‏ هو ممثل تركيا الرسمي في المنافسات الدولية في كرة السلة تحت 20 سنة.